# Teharje
Teharje – wieś w Słowenii, w gminie miejskiej Celje. W 2018 roku liczyła 327 mieszkańców. 